# 1926 في ألمانيا
فيما يلي قوائم الأحداث التي وقعت خلال عام 1926 في ألمانيا.

## سياسة

### تعيين في المنصب
- 17 مايو – فيلهلم ماركس مستشار ألمانيا.

## أفلام
من الأفلام التي صدرت هذه السنة في ألمانيا:
- 1 يناير – متروبوليس من إخراج فريتز لانغ.
- 1 يناير – مغامرات الأمير أحمد من إخراج لوتا رينيجر، كارل كوخ.

## مواليد

### يناير
- 1 يناير – هانس جورغن بورشيرز
- 3 يناير – مايكل بلومنتال

### فبراير
- 2 فبراير – فاليري جيسكار ديستان سياسي فرنسي.
- 13 فبراير – فاي أجزنبيرغ سيلوف
- 27 فبراير – إليزابيت بورشرس كاتبة ألمانية.

### مارس
- 1 مارس – هورست ماير فيزيائي سويسري.
- 26 مارس – هاينز شتاب كيميائي ألماني.
- 31 مارس – ألبرت ماير سياسي ألماني.

### يونيو
- 21 يونيو – جوهانا قندت رائدة أعمال ألمانية.
- 23 يونيو – أوتو ماير
- 24 يونيو – هانز غونتر فينكلر

### يوليو
- 1 يوليو – هانز فيرنر هينز
- 4 يوليو – فولفغانغ سيدل
- 12 يوليو – آدم كارل بيتري رياضياتي ألماني.
- 16 يوليو – ألفريد بفاف لاعب كرة قدم ألماني.
- 16 يوليو – ستيف فيرتهايمر سياسي إسرائيلي.
- 16 يوليو – هينريش كوياتكوسكي لاعب كرة قدم ألماني.

### سبتمبر
- 6 سبتمبر – كلاوس من هولندا
- 7 سبتمبر – إريش يوسكوفياك لاعب كرة قدم ألماني.
- 17 سبتمبر – كلاوس شوتس سياسي ألماني.
- 24 سبتمبر – يواخيم شورمان

### أكتوبر
- 22 أكتوبر – محمد أمان هوبوم دبلوماسي ألماني.
- 26 أكتوبر – بيرنهارد كلودت لاعب كرة قدم ألماني.
- 31 أكتوبر – بريجيت اكشتاين فيزيائية ألمانية.

### نوفمبر
- 1 نوفمبر – جونتر دو برين كاتب ألماني.
- 8 نوفمبر – بيتر فان بيلز
- 15 نوفمبر – هيلموت فيشر ممثل ألماني.

### ديسمبر
- 20 ديسمبر – أوتو غراف لامبسدورف سياسي ألماني.
- 31 ديسمبر – هانز جوس فيزيائي ألماني.

## وفيات

### مارس
- 5 مارس – أوتو إرنست (مواليد 1862) شاعر ألماني.
- 26 مارس – قسطنطين فيرينباخ (مواليد 1852) سياسي ألماني.

### يونيو
- 17 يونيو – فريتز شايد (مواليد 1880) ممثل من الولايات المتحدة الأمريكية.

### أغسطس
- 16 أغسطس – إدوارد مولر (مواليد 1841) محامي ألماني.

### سبتمبر
- 15 سبتمبر – رودلف أوكن (مواليد 1846) فيلسوف ألماني.

### أكتوبر
- 6 أكتوبر – سيمون بامبيرجر (مواليد 1846) سياسي أمريكي.
- 7 أكتوبر – إميل كريبيلن (مواليد 1856)
- 16 أكتوبر – الأميرة فريديريكا أميرة هانوفر (مواليد 1848)

### نوفمبر
- 10 نوفمبر – لوبوف دوستويفسكي (مواليد 1869)